# ZKP RTLJ
ZKP RTLJ（スロベニア語:Založba kaset in plošč Radio - Televizije Ljubljana）は、ユーゴスラビア社会主義連邦共和国の時代にスロベニア社会主義共和国のリュブリャナに拠点を置いていたレコード会社である。ZKP RTLJはリュブリャナ・ラジオ・テレビジョン（Radio-Television Ljubljana）の音楽部門であり、ユーゴスラビア崩壊に伴ってテレビ局はスロベニア・ラジオ・テレビジョン、同レーベルはZKP RTVSと改称された。
ZKP RTLJはユーゴスラビアを代表するアーティストたちのアルバムを発売しており、セルビアのエカタリナ・ヴェリカ（Ekatarina Velika）、ケルベル（Kerber）や、ボスニア・ヘルツェゴビナのハードロック・バンド・ヴァトレニ・ポリュバツ（Vatreni Poljubac）、クロアチアのアトムスコ・スクロニシュテ（Atomsko sklonište）などの作品が同レーベルから発売されている。レーベルの最大の競合相手であったユーゴトンやPGP-RTBと同様に、ZKP RTLJはユーゴスラビア国外の作品を国内で販売する権利も得ていた。ユーゴスラビアでは、同レーベルからブルース・スプリングスティーン、デペッシュ・モード、ブロンディ、ウルトラヴォックス、ジェスロ・タル、マッドネス、ザ・ジャム、エレクトリック・ライト・オーケストラ、スパンダー・バレエなどの国際的なアーティストの作品が販売されていた。
1990年、ユーゴスラビア崩壊に伴ってレーベル名はZKP RTVSに変更された。